# Grote Gete
Die Grote Gete ist ein Fluss in Belgien und Nebenfluss der Gete. 
Sie entspringt in Perwez und verläuft unter anderem durch Jodoigne, Hoegaarden und Tienen, bis sie nach 51 km in Budingen (einer Teilgemeinde Zoutleeuws) mit der Kleine Gete zusammenfließt und die Gete bildet.